# Отомо Сатосі
Сатосі Отомо (яп. 大友慧, нар. 1 жовтня 1981, Сакае) — філіппінський футболіст, що грав на позиції півзахисника.

## Виступи за збірну
9 листопада 2014 року зіграв єдиний матч у складі національної збірної Філіппін, вийшовши на заміну в товариській грі проти Таїланду.

## Статистика
| Збірна Філіппін | Збірна Філіппін | Збірна Філіппін |
| Роки            | Ігри            | голи            |
| --------------- | --------------- | --------------- |
| 2014            | 1               | 0               |
| Усього          | 1               | 0               |

## Особисте життя
Народився в родині японця і філіппінки.